# Cneu Minício Faustino
Cneu Minício Faustino (em latim: Gnaeus Minicius Faustinus) foi um senador romano nomeado cônsul sufecto para o nundínio de maio a agosto de 91 com Públio Valério Marino. Cneu Minício Faustino, cônsul em 117, era seu filho.